# Plano Collor

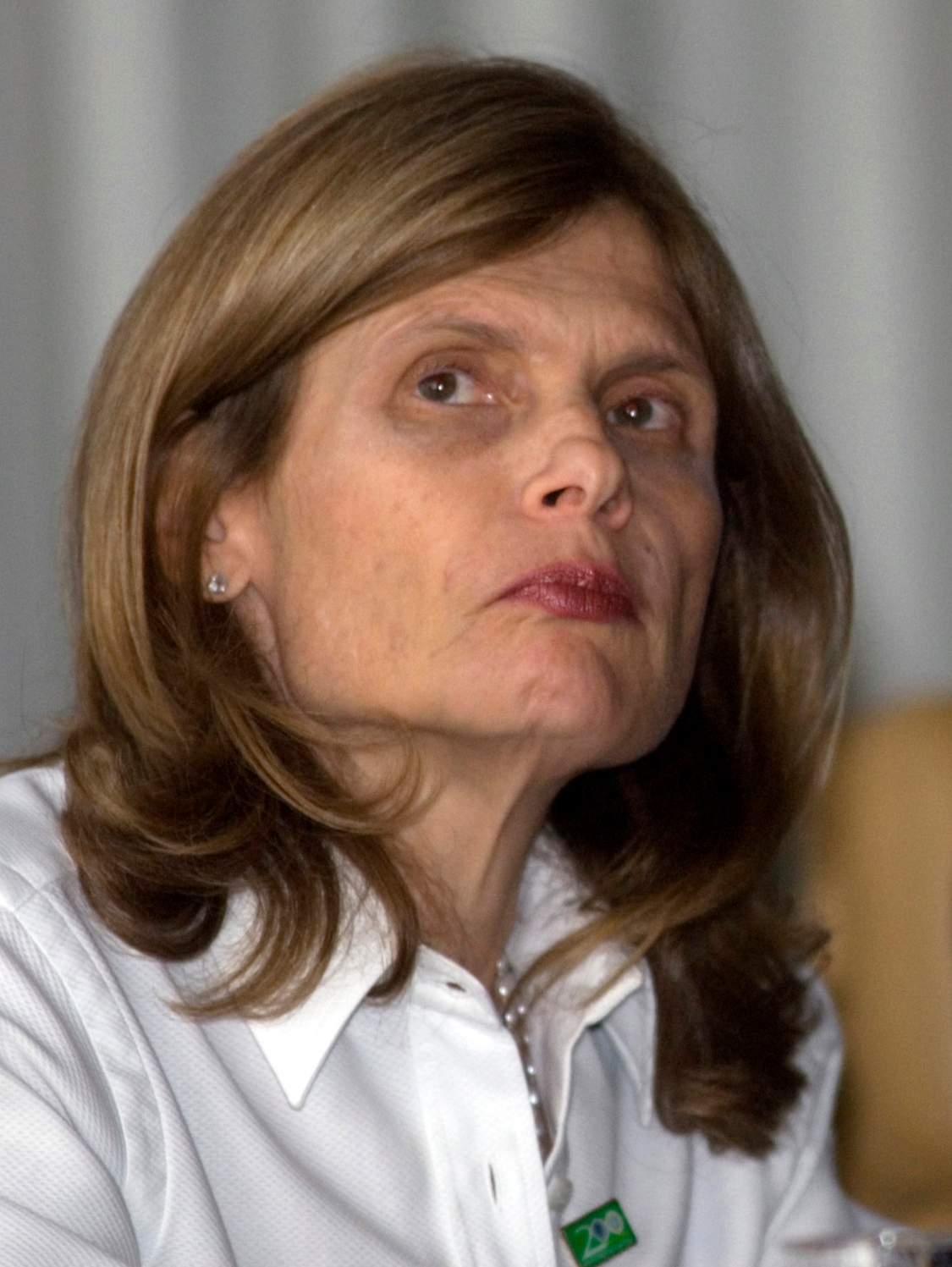
Zélia Cardoso de Mello foi uma das economistas que desenvolveu o plano.

O Plano Brasil Novo, popularmente chamado de Plano Collor foi o conjunto de reformas econômicas e planos criados durante a presidência de Fernando Collor de Mello (1990-1992) para estabilização da inflação.
O plano era oficialmente chamado Plano Brasil Novo, mas ele se tornou associado fortemente a figura de Collor, e "Plano Collor" se tornou nome de fato, sendo instituído em 16 de março de 1990 (um dia depois de Collor assumir a presidência) e combinava liberação fiscal e financeira com medidas radicais para estabilização da inflação. As principais medidas de estabilização da inflação foram acompanhadas de programas de reforma de comércio externo, a Política Industrial e de Comércio Exterior, mais conhecida como PICE, e um programa de privatização intitulado Programa Nacional de Desestatização, mais conhecido como PND.
A teoria do plano econômico foi desenvolvida pelo economista Antônio Kandir. O plano efetivamente implementado foi desenvolvido pelos economistas Zélia Cardoso de Mello, Antônio Kandir, Ibrahim Eris, Venilton Tadini, Luís Otávio da Motta Veiga, Eduardo Teixeira e João Maia.

## Planos de estabilização da inflação
Três planos separados para estabilização da inflação foram implementados durante os dois anos do governo Collor. Os dois primeiros, Plano Collor I e II, foram encabeçados pela ministra da Fazenda Zélia Cardoso de Mello. Em maio de 1991, Zélia foi substituída por Marcílio Marques Moreira, que instituiu um plano epônimo, o Plano Marcílio.
Os três planos Brasil Novo
- Plano Collor I: 16 de março de 1990 a janeiro de 1991
- Plano Collor II: 31 de janeiro de 1991 a 9 de maio de 1991
- Plano Marcílio: 10 de maio de 1991 a 26 de fevereiro de 1994

## Plano Collor I
O Brasil sofreu por vários anos com a hiperinflação: em 1989, o ano antes da posse de Collor, a média mensal da inflação foi de 28,94%.  O Plano Collor procurava estabilizar a inflação pelo "congelamento" do passivo público (tal como o débito interno) e restringindo o fluxo de dinheiro para parar a inflação inercial.
A rápida e descontrolada desmonetização da economia é tida como a causa das falhas dos planos de estabilização da inflação adotados anteriormente. O governo Collor teria de garantir uma desmonetização "ordenada" e "lenta", a fim de manter a inflação para baixo.  Para o controle da velocidade da desmonetização, poder-se-ia utilizar uma combinação de ferramentas econômicas, tais como impostos, taxas de câmbio, crédito e taxas de juros.
Nos poucos meses que sucederam a implantação do plano, a inflação continuou a crescer. Em janeiro de 1991, nove meses após o início do plano, a inflação reduziu, atingindo a taxa de 20% por mês.
O congelamento causou forte redução no comércio e na produção industrial. Com a redução da geração de dinheiro de 30% para 9% do PIB, ele retirou 80% da moeda em circulação, e a taxa de inflação caiu de 81% em março para 9% em junho. O governo enfrentou duas escolhas: poderia segurar o congelamento e arriscar uma recessão devido à redução dos ativos, ou remonetizar a economia através do descongelamento e correr o risco do retorno da inflação.
O fracasso do Plano Collor I no controle da inflação é creditado pelos economistas keynesianos e monetaristas à falha do governo Collor de controlar a remonetização da economia. O governo abriu várias "brechas" que contribuíram para o aumento do fluxo de dinheiro: os impostos e as contas do governo emitidos antes do congelamento poderiam ser pagos com o velho Cruzado, criando uma forma de "brecha de liquidez", que foi plenamente explorada pelo setor privado.  Várias exceções aos setores individuais da economia foram abertas pelo governo, como nas poupanças de aposentados, e o "financiamento especial" na folha de pagamento do governo; essas exceções ficaram conhecidas como ‘torneirinhas’.
Entretanto, o governo foi incapaz de reduzir despesas, limitando sua capacidade de usar muitas das ferramentas acima. Os motivos vão desde o aumento do compartilhamento da receita de impostos federais com os estados até a cláusula de "estabilidade de emprego" para os funcionários públicos, instituída na Constituição Brasileira de 1988, que impediu a redução anunciada no começo do plano.  Economistas como Bresser Pereira e Mário Henrique Simonsen, ex-ministros das Finanças, tinham previsto, no início do plano, que a situação fiscal do governo impossibilitaria o plano de funcionar.

### Confisco da poupança
Segundo o acadêmico Carlos Eduardo Carvalho, professor do Departamento de Economia da Pontifícia Universidade Católica de São Paulo, a medida de reduzir a liquidez executada pelo governo Collor ficou conhecida como confisco da poupança e já era um tema em debate entre os candidatos à eleição presidencial: a gênese do Plano Collor, ou seja, como e quando foi formatado o programa propriamente dito, ocorreu na assessoria de Collor a partir do final de dezembro de 1989, depois da vitória no segundo turno.

### Medidas do Plano Collor I
O plano foi anunciado em 16 de março de 1990, um dia após a posse de Collor. Suas políticas planejadas incluíam:
- 80% de todos os depósitos do overnight, das contas correntes ou das cadernetas de poupança que excedessem a NCz$ 50mil (cruzado novo) foram congelados por 18 meses, recebendo durante esse período uma rentabilidade equivalente a taxa de inflação  mais 6% ao ano, a medida foi chamada de Confisco da poupança
- Substituição da moeda corrente, o cruzado novo, pelo cruzeiro à razão de NCz$ 1,00 = Cr$ 1,00[8]
- Regulamentou o IOF, um imposto sobre as operações financeiras, sobre todos os ativos financeiros, transações com ouro e ações e sobre todas as retiradas das contas de poupança.[9]
- Foram congelados preços e salários, sendo determinado pelo governo, posteriormente, ajustes que eram baseados na inflação esperada.
- Eliminação de vários tipos de incentivos fiscais: para importações, exportações, agricultura, os incentivos fiscais das regiões Norte e Nordeste, da indústria de computadores e a criação de um imposto sobre as grandes fortunas.
- Indexação imediata dos impostos aplicados no dia posterior a transação, seguindo a inflação do período.
- Aumento de preços dos serviços públicos, como gás, energia elétrica, serviços postais, etc.
- Liberação do câmbio e várias medidas para promover uma gradual abertura na economia brasileira em relação à concorrência externa.
- Extinção de vários institutos governamentais e anúncio de intenção do governo de demitir cerca de 360 mil funcionários públicos, para redução de mais de 300 milhões em gastos administrativos.

### Aceitação e opiniões favoráveis
No dia 26 de março, o Jornal do Brasil publicou uma reportagem intitulada “Aceitação surpreende economistas”. O texto afirma que a expectativa do governo era que houvesse fortes reações às medidas, de modo que até um esquema especial fora montado para garantir a integridade física dos funcionários do Banco do Brasil.
No dia 18 de março de 1990 a Folha de S.Paulo publicou uma pesquisa de opinião do instituto Datafolha sobre o Plano recém-editado, dos entrevistados, 58% achavam o plano “bom”, e apenas 8% o julgavam “ruim”; a mesma reportagem lembrava que o Plano Cruzado obtivera o apoio de 59% à época de seu lançamento, no dia 23 de março, 81% achavam o plano “bom”, e apenas 5% o julgavam “ruim”
O Jornal do Brasil de 26 de maio - ou seja, mais de dois meses após o lançamento do Plano - trazia os números de uma pesquisa realizada pelo IBOPE, enquanto o governo Collor era aprovado por 67% dos entrevistados, o plano econômico, por 74% dos entrevistados.
Parte influente da elite econômica do país também demonstrou boa vontade com o plano, Abílio Diniz, dono do Grupo Pão de Açúcar, comentou: “As medidas são impopulares... são drásticas, porém a gente sabia que eram necessárias”. Antônio Ermírio de Moraes, superintendente do Grupo Votorantim, afirmou: “agora vamos ver os empresários que têm compromisso com o Brasil e aqueles que têm compromisso com o próprio bolso”, “é hora de sacrifícios para um Brasil melhor para todos. Estou disposto a pagar minha parte e os ricos têm que pagar as suas” e Olavo Setúbal, presidente do Grupo Itaúsa, dizia: “Ou matamos a inflação ou não temos futuro. É como um período de guerra, quando algumas pessoas morrem”, e “o grande teste do governo Collor será resistir às choradeiras que estão por aí e não ceder em nada. O que sobrou nas contas é o suficiente até o final do mês”.

#### Apoios dos partidos
Os grandes partidos não condenaram o Plano Collor em sua origem, a base de apoio de Collor em março de 1990 era composta pelo PFL, PDS, PTB e PL, este último, dono da segunda maior bancada na Câmara, nas palavras de seu líder, o deputado federal Ricardo Fiúza (PE), declarou apoio integral às medidas de Collor.
O PMDB, partido de maior bancada na Câmara mostou alguma resistência em relação às privatizações, bem como a demanda da elevação do limite de saque da poupança, mas o partido apoiava a “essência” do Plano, o então líder do partido da casa, o deputado Ibsen Pinheiro, afirmou que o PMDB apoiava “o programa econômico do Governo”, pois não se julgava no “direito de alterar seu eixo principal”.
Franco Montoro, presidente do PSDB, afirmou que disposição do partido era a de apoiar as medidas, o então senador Fernando Henrique Cardoso declarou que “algumas medidas são extremamente positivas, como o fim do fundo ao portador que representou uma cacetada na malandragem”, para FHC “não houve expropriação de recursos; o dinheiro é da pessoa e está no Banco Central”.
José Serra, então deputado federal pelo PSDB e um dos principais economistas do partido - afirmava que o plano representava “o segundo bilhete premiado que o Brasil tem em mãos nos últimos anos”. O primeiro teria sido o Cruzado, mas que fora “rasgado antes da cobrança”. Para Serra, o Brasil tinha ali uma “outra grande chance, com um plano tecnicamente melhor elaborado” e com a vantagem de surgir em um “contexto de maior vontade política, em face de um país exaurido pelo castigo da superinflação”. Serra destaca que “o ponto essencial” do Plano era a “reforma monetária que enxugou o estoque disponível dos ativos financeiros em cerca de cem bilhões de dólares”, o governo teria conscientemente optado pela “tática” de “exagerar na dosagem”. Essas medias afastavam “a curto prazo, o risco da hiperinflação”. Com o controle da moeda novamente nas mãos do BC, este poderia reinjetaria dinheiro na economia de forma ordeira.
Carlos Eduardo Carvalho, professor da PUC-SP e autor do artigo As Origens e a Gênese do Plano Collor (2006), comenta que as opiniões do PT sobre o plano eram mistas mas a ideia do bloqueio dos haveres foi bem recebida por parte da equipe econômica do partido, especialmente por Aloízio Mercadante, no dia 18 de março, foi transmitida pela TV Manchete uma entrevista com a ministra Zélia, a qual contou com as intervenções de Mercadante que afirmou: “Faríamos a mesma coisa. A senhora está de parabéns” e “posso garantir que nossa bancada no Congresso fará tudo para aprovar as medidas”. Falando no plural, Mercadante afirmou; “achamos que a política fiscal prevista no programa é adequada e não vamos agora fazer coro com os descontentes, que não aceitam o fim da especulação financeira".

## Plano Collor II
O segundo plano Collor iniciou-se em janeiro de 1991. Ele incluiu novos congelamentos de preços e a substituição das taxas overnight com novas ferramentas fiscais que incluíam no seu cálculo as taxas de produção antecipada de papéis privados e federais.
O plano conseguiu produzir apenas um curto prazo de queda na inflação, que subiu novamente em maio de 1991.

## Plano Marcílio
Em 10 de maio de 1991, Zélia foi substituída no Ministério da Fazenda por Marcílio Marques Moreira, um diplomata de carreira do Itamaraty com mestrado em ciências políticas pela Georgetown University e que fora embaixador do Brasil nos Estados Unidos na época de sua nomeação.
O Plano Marcílio foi considerado mais gradual do que seus antecessores, utilizando uma combinação de altas taxas de juros e uma política fiscal restritiva. Ao mesmo tempo, os preços foram liberados e um empréstimo de US$2 bilhões do Fundo Monetário Internacional garantiu as reservas internas.
As taxas de inflação durante o Plano Marcílio permaneceram nos níveis da hiperinflação. Marcílio deixou o Ministério da Fazenda ao seu sucessor, Gustavo Krause, em 2 de outubro de 1992. O presidente Fernando Collor de Mello já havia saído do governo devido ao impeachment pelo Congresso quatro dias antes, em 29 de setembro de 1992, por acusações de corrupção em um esquema de tráfico de influência, marcando o fim da tentativa de seu governo de acabar com a hiperinflação.
Entre o fim do Plano Marcílio e o começo do próximo plano, o Plano Real, implantado em 27 de fevereiro de 1994, a inflação continuou a crescer, atingindo 48% em junho de 1994.